# Fast Attack Vehicle

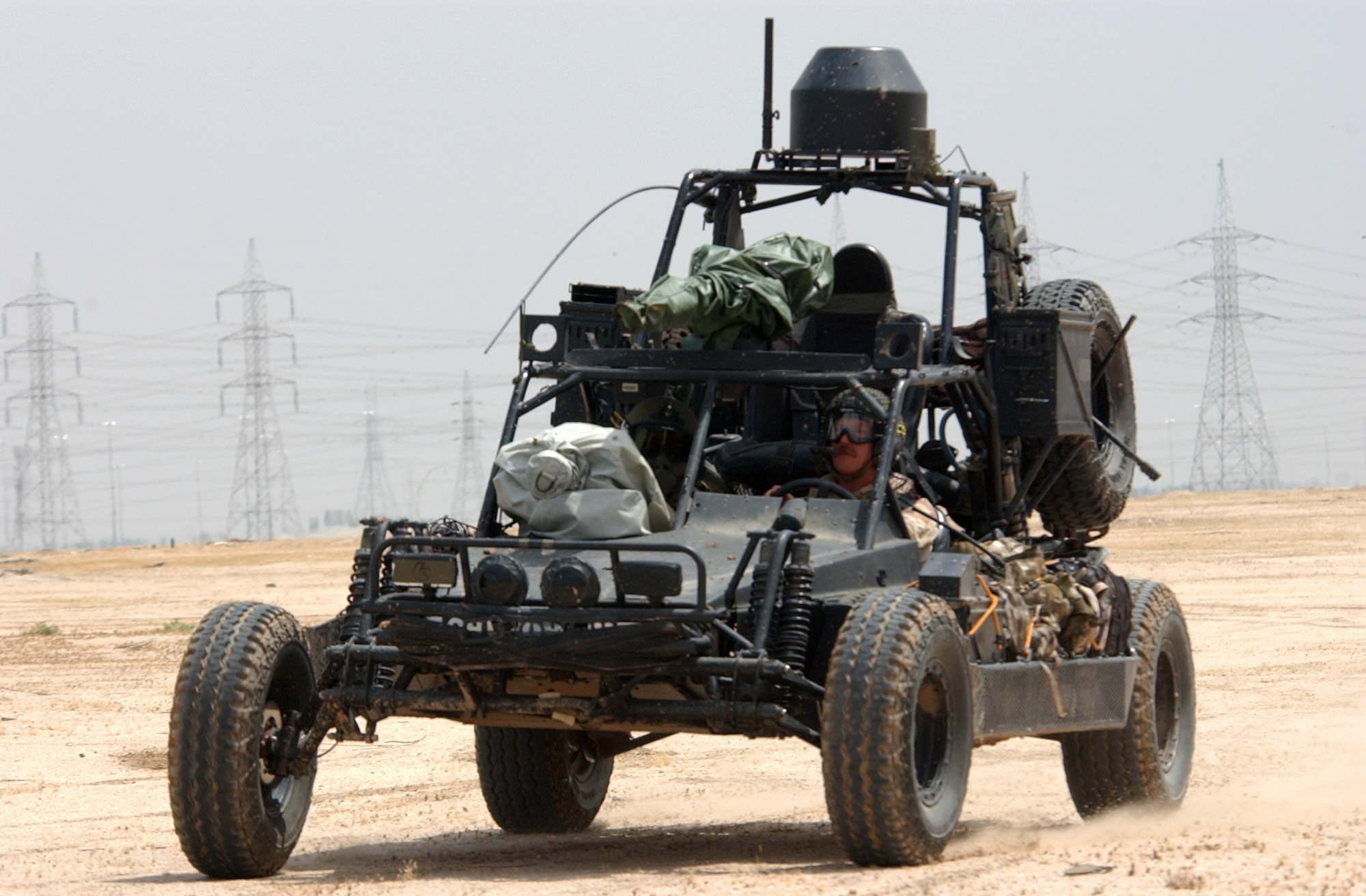
US Navy SEALs operieren mit einem Desert Patrol Vehicle

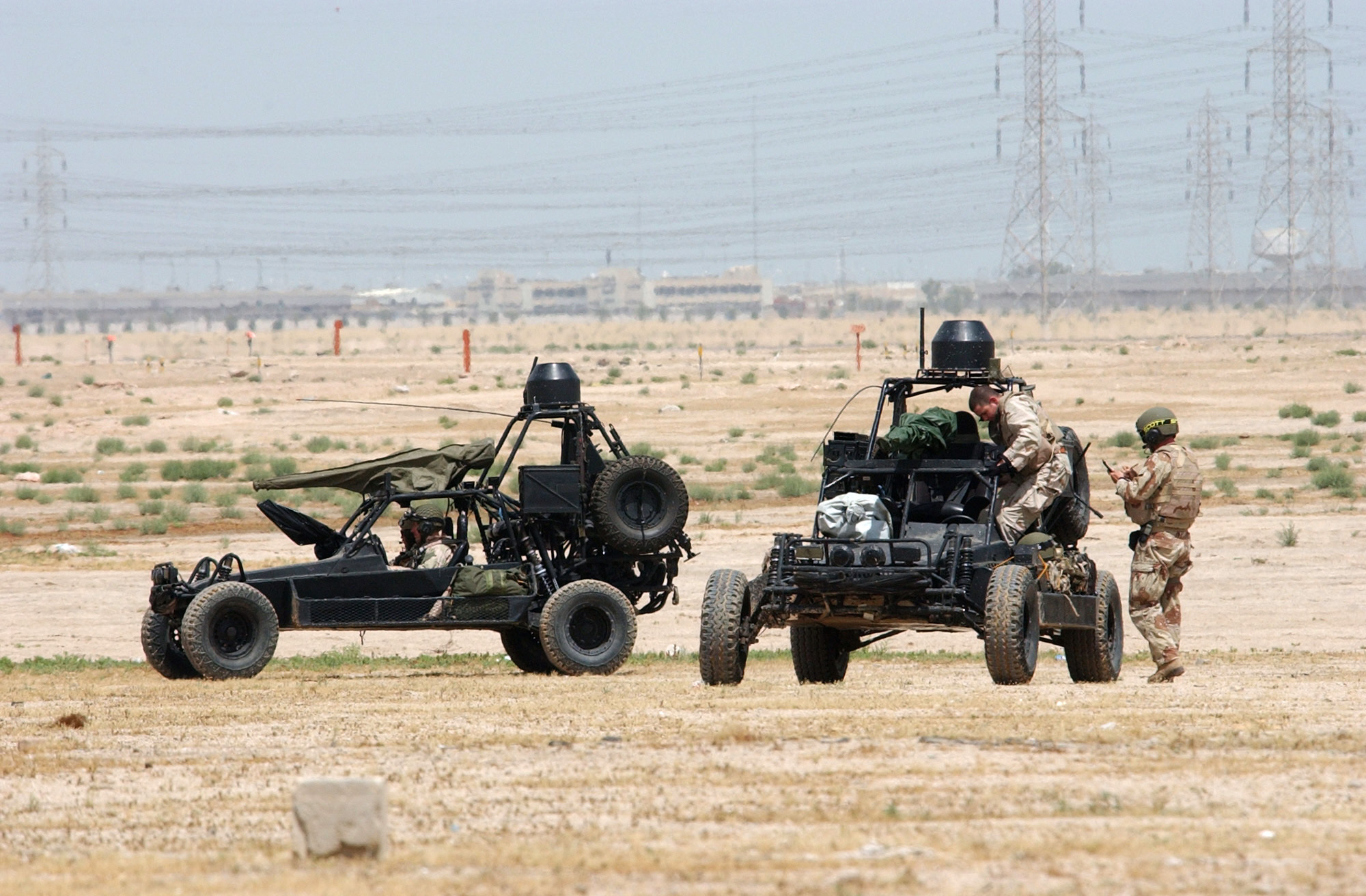
Fast Attack Vehicles mit Kommunikations-Ausstattung für Kommandoeinsätze und verhüllten Waffen.

Das Fast Attack Vehicle (FAV, deutsch etwa: schnelles Angriffsfahrzeug oder Schnellangriffsfahrzeug), auch bekannt als Scorpion oder Desert Patrol Vehicle, ist ein schnelles, leicht gepanzertes Transportfahrzeug der US-Streitkräfte. Das Fahrzeug wurde in den 1980er Jahren produziert und wurde während des Zweiten Golfkriegs erstmals der Öffentlichkeit bekannt. Mitglieder des SEAL Team 3 wurden beim Erreichen von Kuwait, das von den irakischen Truppen fluchtartig verlassen worden war, als erste alliierte Einheiten überhaupt gefilmt. Inzwischen wurde das FAV größtenteils durch das Light Strike Vehicle ersetzt.

## Einsatzgebiet
Die Fahrzeuge werden von amerikanischen Spezialeinheiten auf Missionen zur Aufklärung oder zum Angriff tief hinter feindlichen Linien eingesetzt. Sie sind schnell, enorm geländegängig und relativ schwer bewaffnet. Ihr Nachteil ist, dass die Besatzung feindlichem Feuer schutzlos ausgesetzt ist, was zur Folge hat, dass ihre Rolle als Aufklärungsfahrzeug gegenüber jener als Waffenplattform wieder schwerer gewichtet wurde. Probleme hatten die Fahrzeuge während des Irakkrieges, da sie sich  in ungenügend tragfähigem Untergrund zu leicht festfuhren.

## Besatzung
Die Besatzung besteht aus drei Personen. Der Fahrer sitzt vorne links im Fahrzeug. Rechts neben ihm befindet sich einer der beiden Schützen. Im hinteren Teil des Fahrzeugs sitzt der zweite Schütze mittig. Die Bewaffnung der beiden Schützen ist nach vorne gerichtet. Der vordere Schütze kann seine Waffe nur eingeschränkt schwenken, der hintere Schütze sitzt auf einem drehbaren Sitz und hat so einen größeren Schwenkbereich der Bewaffnung.

## Technische Daten
| Fast Attack Vehicle                                                      |
| ------------------------------------------------------------------------ |
| Besatzung: 3                                                             |
| Leistung: 200 PS                                                         |
| Länge über alles: 4080 mm                                                |
| Breite über alles: 2100 mm                                               |
| Höhe über alles: 2000 mm                                                 |
| Steigfähigkeit: 75 %                                                     |
| Gewicht: 960 kg                                                          |
| Höchstgeschwindigkeit: 130 km/h                                          |
| Kraftstoffmenge: 80 Liter, mit Zusatztank 310 Liter                      |
| Bewaffnung: M60, M249 SAW, M2HB, 40-mm-Maschinengranatwerfer Mk 19, M240 |

Das FAV wird von der Firma Chenowth Racing Products in Kalifornien hergestellt. Es wiegt 980 kg und hat eine maximale Zuladung von 680 kg. Angetrieben wird das FAV von einem 200 PS starken, luftgekühlten Volkswagenmotor, der für eine Höchstgeschwindigkeit von 130 km/h und eine Beschleunigung auf 50 km/h in vier Sekunden sorgt. Trotz der geforderten Geländegängigkeit ist kein Allradantrieb vorgesehen. Der 80-Liter-Tank sorgt für eine Reichweite von ca. 330 km. Mit Zusatztanks können 1610 km erreicht werden, jedoch sinkt dann die mögliche Nutzlast erheblich.